# Poligono sperimentale e di addestramento interforze di Salto di Quirra
Il poligono sperimentale di addestramento interforze di Salto di Quirra è un poligono delle forze armate italiane costituito nel 1956 che sorge nel comune di Perdasdefogu in provincia di Nuoro.
È retto da un generale di brigata aerea dell'Aeronautica Militare italiana, posto alle dirette dipendenze del comandante della 1ª Divisione - Centro sperimentale di volo del Comando logistico. Comprende la base e il poligono "a terra" di Perdasdefogu e il distaccamento dell'Aeronautica Militare di capo San Lorenzo con il dipendente poligono "a mare".

## Organizzazione
Il personale che lavora presso il poligono proviene per il 50% dall'Aeronautica Militare, il 35% dall'Esercito Italiano e il 15% dalla Marina Militare. All'interno dell'ente opera la 672ª Squadriglia collegamenti, equipaggiata su elicotteri AB 212.
Il poligono attua le predisposizioni operative, tecniche e logistiche per la sperimentazione e la messa a punto di velivoli, missili, razzi e radiobersagli. Provvede inoltre all'addestramento del personale delle tre forze armate ed alle esigenze di molti enti scientifici nazionali e stranieri che ne usufruiscono per le loro ricerche (tra questi il Centro italiano ricerche aerospaziali e l'Agenzia spaziale europea).
Il poligono dispone di due stazioni telemetriche, una fissa e una mobile, ed è dotato di velivoli ad ala fissa e rotante: tre elicotteri Agusta AB-212 ed un velivolo Aermacchi MB-339.

## Attività missilistiche e spaziali
Fin dalla sua inaugurazione nel 1956 ha svolto un ruolo rilevante nella storia delle attività spaziali in Italia. Il poligono, che ha sostituito quello di Furbara, dipendeva infatti dal reparto studi e munizioni dell'Aeronautica Militare, a capo del quale il generale Mario Pezzi aveva posto nel 1956 Luigi Broglio, padre dell'astronautica italiana.
Nel 1959 il Consiglio Nazionale delle Ricerche (CNR), e l'Aeronautica Militare lanciarono un programma per ricerche nell'alta atmosfera mediante razzo-sonda.
Nel gennaio 1961 il CNR e la NASA erano pronti a iniziare una serie coordinata di lanci di nubi di litio-sodio, effettuati con missili americani Nike-Cajun, dalle basi di Wallops Island in Virginia e del Salto di Quirra in Sardegna. La misurazione delle correnti atmosferiche di alta quota era resa possibile dall'osservazione in contemporanea delle nubi di litio-sodio da varie stazioni di terra, sette delle quali erano italiane (cinque in Sardegna, una nel Poligono di Furbara ed una a Borgo Piave).
Il primo lancio del programma NASA-CNR fu effettuato il 12 gennaio 1961 con un razzo bistadio Nike-Cajun, caricato con una ventina di chili di polvere di sodio e litio, che venne rilasciata a 90 chilometri di quota. Seguirono altri cinque lanci, tutti riusciti. Broglio e la sua squadra misero a segno anche un record, effettuando il primo lancio triplo in 24 ore nella storia di questo tipo di esperimenti, la sera del 19 e la mattina e la sera del 20 aprile 1961.
Grazie al risalto dato dalla stampa agli esperimenti si diffuse così per la prima volta la notizia che anche l'Italia è impegnata nelle attività spaziali e che possedeva un poligono di lancio. Sempre grazie a questa "pubblicità" mediatica, la base di Salto di Quirra fu anche coinvolta in un gran numero di ricerche spaziali, in diversi settori di attività dell'ESRO (European Space Research Organization).
Nel 1962 l'ESRO decise di effettuare una prima serie di otto lanci nell'ambito di un programma scientifico per lo studio dell'alta atmosfera e della ionosfera. Questi lanci, che rappresentavano il primo esperimento del neonato ente europeo, furono effettuati con razzi francesi Centaure e britannici Skylark. La qualità del personale e delle attrezzature spinse l'organizzazione europea ad utilizzare il poligono fino al 1972, in base ad un accordo firmato nel 1967 a Parigi da Pierre Auger, capo dell'ESRO.
Nel 1985 la società Avio ha costruito a Salto di Quirra una struttura verticale per la verifica di funzionamento dei motori dei lanciatori europei Ariane 3 e Ariane 4 e poi per i test di quelli della famiglia Zefiro, dal prototipo tecnologico Zefiro 16 allo Zefiro 9, allo Zefiro 23, secondo e terzo stadio del nuovo vettore europeo di progettazione e prevalente partecipazione italiana Vega.
Oggi opera sia nel settore della sperimentazione a terra ed in volo di sistemi d'arma complessi, che in quello dell'addestramento all'impiego di ogni tipologia di armamento per l'uso aereo, navale e terrestre.

## Indagini e risultati sull'inquinamento e le conseguenze sanitarie
Sebbene le indagini epidemiologiche e sanitarie precedenti (sino al 1993) non avessero rivelato situazioni di allarme, le notizie sull'insorgenza di tumori erano emerse, nel 2000, a seguito della pubblica denuncia dell'allora sindaco di Villaputzu.Nel gennaio 2011 furono resi noti i risultati di una serie di indagini e ricerche svolte, dai medici veterinari delle ASL di Lanusei e di Cagliari, che stabilivano una coincidenza statisticamente significativa tra malformazioni negli animali e tumori emolinfatici nei pastori stanziati presso determinati ovili, descritta, in termini tecnici, come un'antropo-zoonosi. Fra le cause ipotizzate figurava l'inquinamento da nanoparticelle e l'utilizzo, da testimonianza personale su un ordigno sparato a mare su una nave e non esploso insieme a analisi private su tracce infinitesimali nelle ossa di un agnello deforme, di proiettili contenenti uranio impoverito durante la sperimentazione di armamenti esercitata nel poligono anche da imprese private, italiane e straniere.
Nel gennaio 2011, la procura della Repubblica di Lanusei iniziava un'inchiesta, legata alla cosiddetta "sindrome di Quirra". L'ipotesi di reato si basava sull'insorgenza, in proporzioni insolite, di linfomi, leucemia, malformazioni ed altre patologie tra i militari, i lavoratori civili della base, i pastori concessionari del pascolo nell'area del poligono ed i civili abitanti nei centri vicini. Anche uno dei comandanti della base sarebbe deceduto a causa di linfoma. Nel corso dell'inchiesta, la squadra mobile di Nuoro mise sotto sequestro dei bersagli ubicati nel poligono del Salto di Quirra, sui quali non fu trovata alcuna traccia di uranio impoverito, per cui il procuratore nel maggio del 2011 ne dispose il dissequestro.
Secondo uno studio del Ministero della difesa, i civili sardi costituivano poco meno del 20% delle persone che avevano richiesto il riconoscimento per l'esposizione a polveri di metalli pesanti per causa di guerra o per vicinanza alle basi militari, secondo il decreto del Presidente della Repubblica 3 marzo 2009, n. 37. Il numero dei civili facenti domanda è solo indicativo, giacché il decreto si applica solo ai presunti danneggiati residenti entro 1,5 km dai poligoni, e riguarda un gran numero di patologie.
Nel febbraio del 2011 erano state sequestrate diverse discariche di materiale bellico, ubicate sia a terra sia (dopo il ritrovamento, nelle reti di un peschereccio, di un ordigno successivamente fatto brillare) in mare. In particolare è stata sequestrata e quindi interdetta alla navigazione un'area di 100 ettari di fronte a Capo San Lorenzo, il cui fondale conserva un gran numero di residui bellici di varie dimensioni.
Nell'agosto 2011, l'ematologo Giorgio Broccia, aveva inviato alla procura di Lanusei i risultati di una sua ricerca cominciata 30 anni prima, e tuttora in corso, da cui emergeva che dal 1974 al 2003 l'insorgenza di emopatie maligne nei comuni circostanti il Salto di Quirra non era risultata significativamente differente da quella riscontrata nella restante popolazione sarda.
L'indagine, condotta tra maggio e agosto 2011 dall'Istituto superiore di sanità, con gli istituti zooprofilattici sperimentali della Sardegna, della Puglia e della Basilicata e le ASL di Cagliari e Lanusei, aveva smentito la presenza di agenti inquinanti esterni, rilevando che i valori del piombo, del cadmio e dello zinco presenti nei muscoli e nel fegato del bestiame macellato a Quirra non sono preoccupanti e che, per quanto riguarda la presunta presenza di uranio e torio «non è stata accertata, nella catena alimentare, nessuna radiocontaminazione provocata da fattori esterni». La ricerca ha invece confermato che nella zona c'è un'alta presenza di arsenico, il doppio del massimo consentito, causata dall'ex miniera di Baccu Locci.
Nel dicembre del 2011, sul tema si era pronunciata anche la Commissione parlamentare d'inchiesta sull'uranio, che aveva effettuato visite nei poligoni di tiro in Sardegna, e ottenuto pareri di esperti che avevano concluso che, per il momento, non si poteva dichiarare che esistessero tracce di uranio, ma che avrebbero proseguito con indagini relativi alle polveri sottili.
Nel marzo 2012 il procuratore Domenico Fiordalisi, in seguito alle risultanze delle analisi svolte dal professor Evandro Lodi Rizzini, fisico di Brescia e del CERN di Ginevra, che avevano portato alla luce dati allarmanti sul poligono, aveva indagato 20 persone con l'ipotesi di omicidio plurimo e di omissione di atti d'ufficio per mancati controlli sanitari. Su diciotto salme riesumate, erano stati ritrovati dati superiori alla norma in dodici casi, in particolare era stata riscontrata la presenza di torio radioattivo nei reperti analizzati.
Il 5 maggio 2012, il procuratore Fiordalisi che indagava sul disastro ambientale nell'area del poligono sperimentale interforze del Salto di Quirra, aveva chiesto il rinvio a giudizio per tutti i 20 indagati, ma era stata eccepita la nullità della richiesta, per il mancato rispetto, da parte del procuratore, dei diritti della difesa. Crescono, dunque, i dubbi sulle anomalie dell'inchiesta ("Se mai questa indagine arriverà da qualche parte non è dato saperlo"), dopo che il procuratore aveva prima chiuso le indagini, l'8 novembre 2011, le aveva riaperte e, in maniera del tutto inconsueta, aveva notificato un nuovo avviso di chiusura delle indagini a marzo 2012, modificando i capi d'accusa e il numero degli indagati.
Il 30 maggio 2012 la Commissione d'inchiesta del Senato ha approvato all'unanimità la relazione redatta dal democratico Gian Piero Scanu sulla chiusura dei poligoni di capo Teulada (CA) e di capo Frasca (OR) e sulla riconversione di Perdasdefogu-Salto di Quirra in polo di ricerca, anche per nuovi sistemi d'arma.
In data 11 luglio 2014 è stato comunicato il rinvio a giudizio di tutti i comandanti del PISQ di Quirra..

## Patrimonio naturalistico ed esercitazioni
Sotto l'area del poligono si sviluppa un complesso di grotte, noto col nome di Is Angurtidorgius, di interesse scientifico per la presenza di specie animali endemiche, rare e/o minacciate quali il tritone sardo, il geotritone imperiale, il discoglosso sardo. La particolare tipologia del complesso speleologicola rende soggetta a dei frequenti e sistematici crolli, dovuti all'infiltrazione d'acqua tra gli strati minerali che ne compongono le pareti.
Nell'anno 2009 la grotta ha subito importanti fenomeni di crollo, che sono stati attribuiti da gruppi ambientalisti al lancio di precisione di proietti (con esplosivi, secondo alcuni gruppi antimilitaristi; con cemento e testate telemetriche, secondo gli operatori della base, militari e civili) sulla volta, avvenuto durante le esercitazioni militari.
In nome della difesa del patrimonio speleologico di Is Angurtidorgius alcuni gruppi politici, ambientalisti e antimilitaristi hanno scoraggiato il progetto di una pista di atterraggio per la costruzione di aerei a pilotaggio remoto che, così, è stata effettuata in Puglia.